# Finn Fisher-Black
Finn Fisher-Black (Benenden, 21 de diciembre de 2001) es un ciclista neozelandés que corre para el equipo Red Bull-BORA-hansgrohe. Su hermana Niamh es también ciclista profesional.

## Palmarés
2021
- 1 etapa de la New Zealand Cycle Classic
- Istrian Spring Trophy

2023
- 1 etapa del Giro de Sicilia

2024
- Clásica de Mascate
- 1 etapa del Tour de Omán
- 1 etapa de la Vuelta a Asturias

2025
- Campeonato de Nueva Zelanda Contrarreloj

## Resultados en Grandes Vueltas y Campeonatos del Mundo
| Carrera              | Carrera              | 2020 | 2021 | 2022 | 2023 | 2024 |
| -------------------- | -------------------- | ---- | ---- | ---- | ---- | ---- |
|                      | Giro de Italia       | —    | —    | —    | —    | —    |
|                      | Tour de Francia      | —    | —    | —    | —    | —    |
|                      | Vuelta a España      | —    | —    | —    | 40.º | —    |
| Mundial en Ruta      | Mundial en Ruta      | Ab.  | —    | —    | —    | Ab.  |
| Mundial Contrarreloj | Mundial Contrarreloj | 50.º | —    | —    | —    | —    |

—: no participa
Ab.: abandono

## Equipos
- Jumbo-Visma Development (2020-2021)[1]
- UAE Team Emirates[2] (2021-2024)[3]
- Red Bull-BORA-hansgrohe (2025-)